# Pero Eanes Mariño
Pero Eanes Mariño fue un trovador gallego, que estuvo activo en la primera mitad del siglo XIII. Miembro de la familia noble gallega de los Mariño, y considerado hermano de los trovadores Osoiro Eanes y Martin Eanes.

## Obra
Es autor de una cantiga de amor que sería la contestación a otra de Johan Airas.